# ريتشارد ستارك
ريتشارد ستارك (بالإنجليزية: Richard Stark) هو سياسي أمريكي، ولد في 26 يوليو 1952 في نيويورك في الولايات المتحدة. حزبياً، نشط في الحزب الديمقراطي. وقد انتخب عضو مجلس نواب فلوريدا.